# 漢化

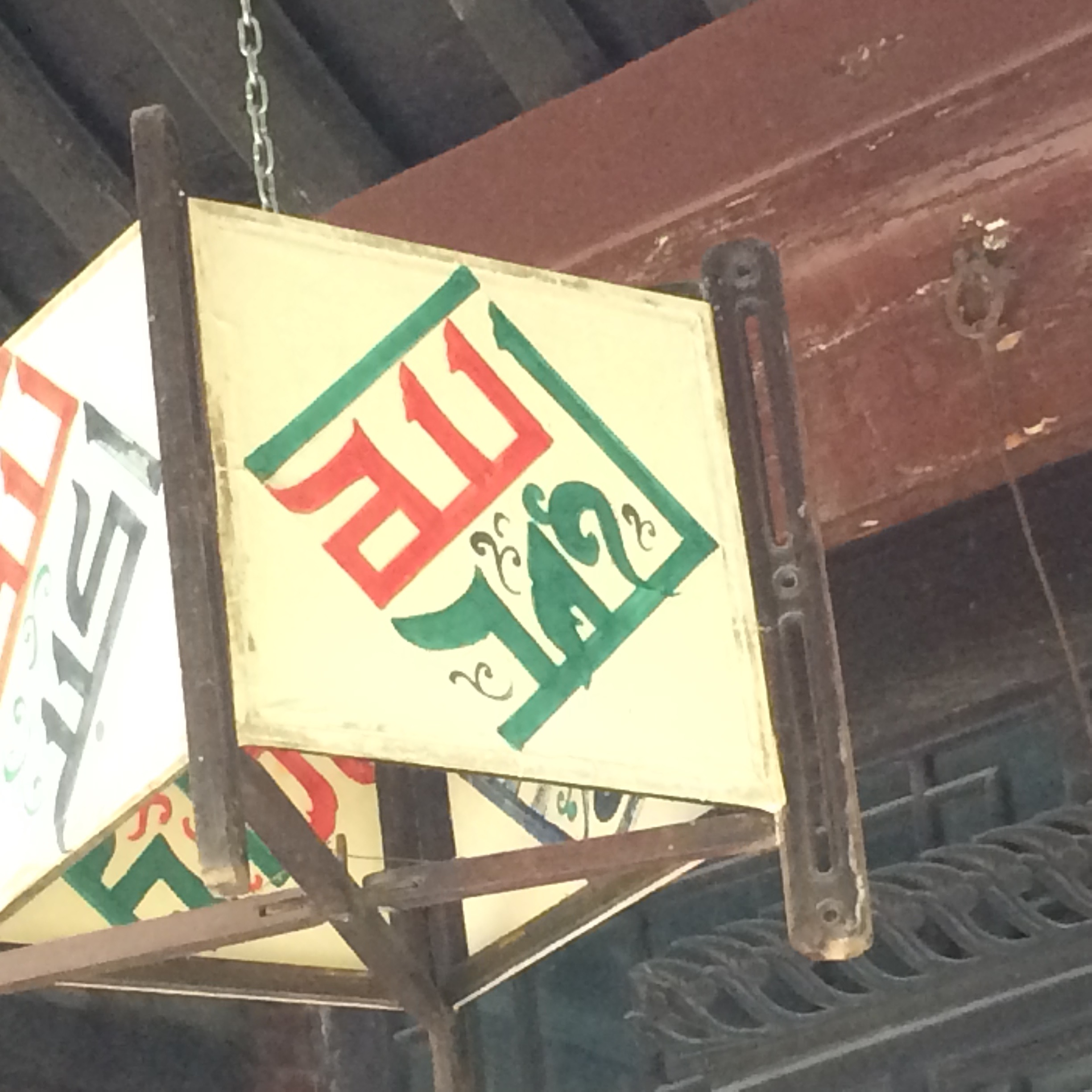
外来宗教进入中国后常有本土化趋势，图为西安大清真寺内悬挂的写有“万赞归主”的中式灯笼

漢化（英語：Sinicization、或），指漢族文化（漢文化）取代其他非漢族語言或文化的現象，是文化同化的一種形式。自古以來，漢族具有相對發達的政治經濟文化，優越的地理位置，以及懸殊的人口優勢，因而在傳統中國文化融合中扮演主導角色。廣義上的汉化，包括作爲中華民族之一的漢族對進入漢地的周邊民族的同化與融合，一直貫穿著中國的歷史。有部份人认为，汉化是強勢漢文化對其他弱勢文化的破壞與侵吞。
漢族是中國的主體民族，所謂的中國文化或中華文化，常被等同於漢族文化；而中國以外的其他國家或地區，受中國文化或中華文化影響，將中國文化內化成為自身文化的過程，也称中國化、華化等。1949年中華人民共和國建政後，國際常以中華人民共和國作為中國政權的代表，因此現代政治涵義上的中國化，常被等同於中華人民共和國化。此外，傳統漢族文化的核心為儒家意識型態，而受到儒家或儒教的意識型態影響，而產生的文化轉變，以及對於儒家意識型態的文化認同，稱為儒化，常與漢化或中國化劃上等號。
对於中国本身来说，“中国化”一般指源自其他国家的事物，包括思想、宗教、制度、观念等，进入中国后，受到中國影響而产生的本土化变迁，如“佛教中国化”、“基督教中国化”、“马克思主义中国化”、“心理学中国化”等。

## 歷史

### 中國大陸
漢化是漢族之外的異民族接受漢族文化的過程，起源自漢朝。在此之前，在中國古代文獻中，以儒化指受儒家思想的教化。自漢朝開始，儒家思想影響到中國文化的各層面，也對外傳播，是漢化或中國化之中的一個重要因素。
兩晉時期，匈奴、鮮卑、羯、氐、羌、丁零、盧水胡等民族紛紛內徙及入主中原。其中影響最深遠的是北魏孝文帝的孝文漢化。陳寅恪認為，此一時期的胡化與漢化，不以種族出身來區分，而是以文化認同來區別。唐朝昭武九姓遷入，加速漢化。五代中的後唐、後漢、後晉三個王朝為沙陀人所建立，他們採用漢人王朝的禮樂、官制，在用人上番漢一體，與漢人通婚，僅在半個世紀之内這些民族便融入漢族。這些王朝稱為滲透王朝，與後世元、清等征服王朝相對。
宋遼金元時代，契丹、女真族、党項、蒙古族、猶太人、維吾爾族、回族等民族先後進入中國。到元代後期，契丹之名逐漸消失，而隨金國内遷漢地的女真人與漢人雜居通婚，改用漢姓，提倡儒學，使女真人更加漢化。元初，元世祖忽必烈也提出了“行漢法”主張，並對政治機構進行了許多改革。到元末，居於漢地的女真人和党項族人完全融入漢族。石守謙著有《元文宗的宮廷藝術與北宋典範的再生》一文，探討元代設立奎章閣等「儒化」措施。
明代朱元璋重新建立漢族政權後，下詔禁止胡服、胡姓、胡語，留在漢地的其他外族為適應新政權的統治，多改漢姓，進一步促進這些民族的漢化。
在清代时，滿族人雖然在政治及軍事上統治了全中國，在政治上也暗中堅守首崇满洲原則、對全體漢族實行剃髮易服，甚至在地方下達多種政令箝制地方言論自由以及箝制文化，因此清代被批評出現了胡化趨勢；但另一方面，滿清统治階層持續吸收漢文化，最終滿族在語言和文化上與中國趨同。目前只有50餘滿族人尚能操滿語，主要居於黑龍江、吉林等地。
中華人民共和國建立以後，推動蘇維埃化，仿效蘇聯的政治體制及意識型態。中華人民共和國的執政黨為中國共產黨，其思想根源為馬列主義與社會主義，這些思想源自於歐洲，並不是中國。傳統中國文化被認為是封建文化，應該加以改造及廢除。由歐洲引進的馬列主義，取代了儒家文化。中華人民共和國官方認為，這不是全盤西化，而是對於舊中國的改造，形成新中國，因此，所謂的中國化，是指「新中國」化，也就是由中國共產黨官方意識型態為主體的新文化。中國大陸推行简化字，並曾掀起文化大革命（包含破四舊、批林批孔）等政治運動，導致傳統中華文化遭受打擊。
在改革開放之後，中國大陸經濟快速成長，出現大國崛起、中国和平崛起現象。中華人民共和國推行「具中國特色的社會主義」，重新強調中國化，以凝聚內部支持。其中，除了代表具備傳統中國的特色外，也包括了對中國共產黨的認同。以新儒家為首的學者，認為中華人民共和國應該更重視對於中華文化的傳承，進一步中國化。如陳來在2016年獲邀為中共中央政治局委員授課，就曾經提出這個想法，但中國官方並沒有做出正式表態。
在新疆，西藏，蒙古等地區，中華人民共和國政府也使用再教育或鼓勵人口遷入的方式達成中國化的目的。中國大陸境外團體或個人指控自2014年以来，习近平当局将100多万新疆人（其中大部分是维吾尔族）进入新疆再教育營接受职业技能教育培训。批评者認為中共試圖在新疆推行「漢化」，并宣称此为「种族文化灭绝」。中共否認上述指控並作出反駁，認為所謂「种族文化灭绝」等指控純屬造谣。中華人民共和國政府的民族政策，給予少數民族優惠待遇，讓評論家曾節明批評中華人民共和國的相關民族政策主張，並宣稱現在的漢族根本不可能有什麼「大漢族沙文主義」。曾節明認為中共執政以來，漢族才是在中國各民族中受迫害最重的民族，如在文革中，破壞的文化古跡幾乎全部是漢族的文化古跡，被迫害的文化人士幾乎全部是漢族文化人士。有學者批評中國共產黨的民族政策使得漢族不能在生育、就學、就業等方面與少數民族享受平等的機會和權利。漢族若爭取與少數民族平等的生育、就學、就業機會和權利就會被扣上「大漢族主義」，如此一來，漢族只有永遠「做末等公民」，民間更有「一等洋人二等官，三等少民四等漢」這類諷刺性說法。陝西、寧夏、甘肅等部分地方政府過於偏袒少數民族及宗教勢力，甚至協助特定宗教（尤其是伊斯蘭教）打擊異教徒，該行為也引發了一些中國民眾的不滿，例如2016年4月，熱衷於在網上評論時事的西安道士梁興揚因批判回族軍閥馬家軍的主要人物之一馬步芳，而被西安警方以「破壞民族團結」為由帶走調查。
中國大陸作家及民族問題專家王力雄認為：「民族壓迫是與共產黨的意識形態相違背的。作為意識形態至上的政黨，中共事實上經常給予少數民族一些優於漢人的特殊待遇。中國多年實行的對少數民族在升學、提干、生育等各方面的優惠，至今仍能吸引那些只有二分之一甚至四分之一少數民族血緣的人，把自己的民族成分報成少數民族而非漢族。漢族的普通百姓，社會地位絲毫不高於少數民族，而在受迫害方面，卻一點不因為其有主體民族的身份而有所減少。中共的迫害是針對人的，而不是針對民族。在這方面，它絕對一視同仁。所以，只能說是中共政權、而不能說是漢族人民對中國的少數民族包括西藏民族實行了迫害。」
雖然漢族使用相同的文字，但其內部有著很多发音與官話有显著区别的口语語言（即汉语方言）。随着中华人民共和国的建立，强有力的国家机器深入基层，而且高速工业化和现代化的浪潮中不同地区的人生活方式渐渐趋同，加之现代社会高效的交通大大推动了人口跨地域流动，各地的本土特色逐漸消逝，且由於中国大陆官方在1980年代开始推行普通話（官話的一支），從此官話占有的強勢地位进一步增强，導致很多年輕人使用當地方言的能力嚴重退化。學校中幾乎不教任何有關本土文化的內容，傳媒中的文化主體也為北方漢文化，政府部门在政策上有意抑制各地地域文化的發展趋势，以确保其制定的对境内各少数民族推广普通话的方案不受外部因素的干扰而失效。
習近平自2012年中共十八大出任總書記掌政後，推動宗教中國化政策，特別是針對於西方的基督教與天主教，希望達到基督教中國化。在2015年5月18至20日，中國共產黨在北京召開中央統戰工作會議，習近平揭示了宗教中國化的工作目標。2018年，习近平推行的新《宗教事务条例》生效后，“宗教中国化”政策愈演愈烈。
中國以孔子學院等為管道，對外輸出自身文化與政治經濟體制，輸出中国模式。但也出現中國威脅論、中國因素、中國式病毒等說法，這些反中的立場，認為由中國共產黨推動的「中國化」，隱含了反民主、反自由等思想。

### 香港及澳門
1997年，香港及澳門由中華人民共和國接管，成為中國領土。中華人民共和國政府承諾一國兩制，但為了消除英國及葡萄牙等歐洲政府在此地的影響力，透過移民與教育等各種管道對香港及澳門施加影響力，中国化這兩個地區，惟香港的大學學者指出在英屬香港時代的「港英政府沒有強勢地要求香港人歸順英國，香港人亦不用對英女皇顯示絕對的忠誠」，反而1997年主權移交後中國政府卻無孔不入地宣傳「愛國愛港」，一面倒要將香港中國化，強行同化，這樣如同將香港「再殖民化」。而在國安法實施之後，因為人口流動以及政策，香港也認為被中國化。

### 臺灣
早在公元17世紀時，中國閩、粵等地之漢族移民始將漢文化（以福佬與客家文化為主）帶來臺灣。除漢人移民外，臺灣經歷過「原住民漢化」、「漢原通婚」的歷史。
台灣的居民，是移民台灣的閩、粵人多，或是漢化的原住民多，一直是爭議的焦點。一個主要存在形成於國民政府遷台之後的傳統學界，論述主張台灣閩客語使用者主要是閩、粵漢族移民的後代。另一個極端的論述主張台灣閩客語使用者大部分是漢化平埔族的後代。
1945年日本投降後，中華民國接收台灣。中華民國治理初期，為消除日本在台灣的影響，推行一系列措施，希望透過教育及文化手段，使台灣人認同中國，這些措施被當局稱為去奴化、祖國化、去日本化或再中國化。與此同時，新一批的漢人移民（在臺灣通稱為外省人）也將中國大陸各地文化帶來臺灣。加上政府推行的國語政策之影響，令臺灣文化及語言上變成由標準官話主導，本已在地的閩、客諸漢語則式微。
為了塑造自身的正統地位，中華民國主張傳統中國文化是由在台灣的中華民國所繼承，曾提出文化中國等說法，以仍然使用中華民國憲法、正體中文，擁有故宮文物等為證據。但這個意識型態，在台灣本土化運動及台灣主體意識等文化運動興起後受到挑戰。在政黨輪替後，陳水扁政府進行教育改革，在中小學教材中增加對台灣的介紹，引起舊有中國國民黨支持者的反彈，稱之為去中國化及文化台獨。在馬英九政府執政時期，推動的措施，如微調課綱等，被批評為去台灣化。這些爭論仍然在台灣內部發展中。
1980年代，台灣的社會學與心理學研究圈中，產生現代化與中國化之間的文化論戰，主要的人物為楊國樞等人。楊國樞等人在之後不再舉出心理學中國化，而改稱本土化。1983年發生台灣意識論戰。

### 東亞
中國的東亞鄰國朝鮮、日本、越南、琉球，都屬於漢字文化圈，受到中國文化的影響包括儒學、道教、漢傳佛教、文學、藝術、科技乃至生活習俗等，幾乎是全方位的。
近代隨著中國國際地位的衰弱，這些國家爲了建立自主的國族認同，脫離對中國的附庸關係，也先後開展了各種形式語言和文化的政治及社會運動。這些運動也被稱作“去中國化”。